# Colladeta d'Abellers
|  | No s'ha de confondre amb Coll d'Abellers. |

La Colladeta d'Abellers és una collada que es troba en límit dels termes municipals de la Vall de Boí i de Vilaller, a l'Alta Ribagorça; situada en el límit del Parc Nacional d'Aigüestortes i Estany de Sant Maurici i la seva zona perifèrica.
«Segurament deu el seu nom a alguna formació rocosa d'aspecte clivellat o porós que recordi un rusc».
El coll està situat a 2.856,8 metres d'altitud, en la cresta que separa la nord-occidental Vall de Besiberri del sud-oriental Circ de Gémena de la Vall de Llubriqueto. És el més oriental dels dos colls situats entre el Pic de Baserca (SO) i la Punta Senyalada (ENE).

## Rutes
- Per la Vall de Llubriqueto: via Barranc de Llubriqueto, Pla de la Cabana, Estany de Gémena de Baix, Estany Gémena de Dalt i Coll Arenós.
- Per la Vall de Besiberri: via Barranc de Besiberri, Estany de Besiberri, Estanyet de l'Obaga de Besiberri i Coll Arenós.[3]